# Philaenus guttatus
Philaenus guttatus är en insektsart som först beskrevs av Matsumura 1904.  Philaenus guttatus ingår i släktet Philaenus och familjen spottstritar. Inga underarter finns listade i Catalogue of Life.